# Rhaphipodus andamanicus
Rhaphipodus andamanicus là một loài bọ cánh cứng trong họ Cerambycidae.